# 咖啡酸甲酯
咖啡酸甲酯是一种天然的羟基肉桂酸的酯，分子式C10H10O4，可在水茄（学名：Solanum torvum）中发现，可作为α-葡萄糖苷酶的抑制剂。